# Burg Esbach
Die Burg Esbach ist eine abgegangene mittelalterliche Wasserburg vom Typus einer Turmhügelburg (Motte) am westlichen Ortsrand des Weilers Esbach, einem heutigen Stadtteil von Feuchtwangen im Landkreis Ansbach in Bayern.
Ursprünglich war die Burg mit dem Ort ein Rittersitz. 1346 wurde sie erstmals erwähnt. Am 13. Juli 1444 kaufte das Feuchtwanger Stift für 190 Gulden die damals schon abgegangene Burg und zwei Höfe.
Kurz nach 1900 wurde der damals noch mehrere Meter hohe Turmhügel m Wiesengrund am Ortsrand von Esbach abgetragen.